# Joe Kirkup
Joseph Robert Kirkup, detto Joe (Hexham, 17 dicembre 1939), è un ex calciatore inglese, di ruolo difensore.

## Caratteristiche tecniche
Era un difensore centrale.

## Carriera

### Giocatore
Kirkup inizia a giocare nelle giovanili del West Ham Utd, club con cui nella stagione 1956-1957 raggiunge una finale di FA Youth Cup e com cui nel dicembre del 1958, all'età di 19 anni, esordisce tra i professionisti, nella prima divisione inglese. Rimane agli Hammers fino al marzo del 1966, partecipando con il club londinese (con cui segna in totale 6 reti in 165 partite di campionato giocate) alla vittoria della FA Cup 1963-1964 e della Coppa delle Coppe 1964-1965 (nella quale gioca 5 partite, a cui aggiunge altre 2 presenze nella Coppa delle Coppe 1965-1966). Successivamente gioca al Chelsea, che lo acquista per 27000 sterline e con cui gioca fino all'estate del 1967, segnando 2 reti in 53 presenze nella prima divisione inglese e giocando 5 partite in Coppa delle Fiere. Passa quindi al Southampton, con cui rimane fino al 1975 giocando in totale 149 partite in prima divisione (con 3 reti), 20 partite in seconda divisione, 2 partite in Coppa UEFA e 5 partite in Coppa delle Fiere. Infine, va a chiudere la carriera in Sudafrica, dove trascorre una stagione con il doppio ruolo di giocatore ed allenatore al Durban City.
In carriera ha totalizzato complessivamente 387 presenze e 11 reti nei campionati della Football League (tutte in prima divisione tranne 20 presenze in seconda divisione con la maglia del Southampton).

## Palmarès

### Club

#### Competizioni nazionali
- Coppa d'Inghilterra: 1

West Ham: 1963-1964

#### Competizioni internazionali
- Coppa delle Coppe: 1

West Ham: 1964-1965